# Marini (Oštra Luka)
Marini (szerbül: Марини) falu Bosznia-Hercegovinában, a Szerb Köztársaságban, Oštra Luka községben.

## Fekvése
Bosznia-Hercegovina nyugati részén, Banja Lukától légvonalban 57, közúton 82 km-re nyugatra, Prijedortól légvonalban 24, közúton 33 km-re délnyugatra, községközpontjától  légvonalban 15, közúton 32 km-re nyugatra fekvő dombos, erdős területen, az Ovanjska Reka völgyében fekszik.	

## Népessége
| Nemzetiségi csoport | Népesség 1991 | Népesség 2013 |
| ------------------- | ------------- | ------------- |
| Szerb               | 102           | 62            |
| Bosnyák             | 0             | 0             |
| Horvát              | 2             | 12            |
| Jugoszláv           | 0             | 0             |
| Egyéb               | 1             | 0             |
| Összesen            | 105           | 74            |

## Története
A település valószínűleg már a középkorban is lakott volt. A falu határában, a Lupljo brdo nevű magaslaton épületmaradványok és durván megformált kerámiák apró töredékei találhatók, melyeket a régészek középkoriaknak határoztak meg.
Marini 1878-ig tartozott az Oszmán Birodalomhoz, majd az Osztrák-Magyar Monarchia része lett. 1910-ben Stara Rijeka község részeként 27 háza és 191 ortodox szerb lakosa volt. A monarchia szétesésével 1918-ben előbb a Szerb-Horvát-Szlovén Királyság, majd 1929-től a Jugoszláv Királyság része. 1921-ben a faluban 65 házat és 546 lakost számláltak. Jugoszlávia megszállása után a falu a Független Horvát Állam (NDH) része lett, majd nem sokkal ezután megkezdődött a szerb lakosság lázadása az új hatalommal szemben, melyet a szerbek elleni usztasa támadások követtek. A rendelkezésre álló adatok szerint 1941. augusztus 2 és 4 között az usztasa egységek behatolása során a horvát honvédség és az NDH rendőrség tagjai a falu 64 lakosát (köztük 8 nőt) fogták el és ölték meg. A második világháború idején a faluban partizánkórház működött. 1945-től a település a szocialista Jugoszlávia része volt. 1963-ig Ljubija községhez tartozott. Ezután Budimlić Japra község része lett.

## Nevezetességei
- A Legszentebb Istenanya Születése (Kisboldogasszony) tiszteletére szentelt pravoszláv temploma 2005-ben épült. A templom kisméretű, egyhajós, keletelt épület, zömök, hagymakupolás harangtoronnyal. A Bihács-Petrovaci egyházmegye sematizmusa szerint a templom 2010-től a hadrovaci egyházközséghez tartozik.

- A sematizmus adatai szerint „Marini faluban - a falu Ovanjska nevű részén, a Biraćevac nevű helyen van egy régi templom is, amelyet szintén a Boldogságos Szűz Mária Születésének szenteltek és 1888-ban épült. A második világháború alatt részben megsemmisült, de utána újjáépítették. Az építkezés kezdetén, 1989-ben ezt a régi templomot elhagyták és romlásnak indult. A marini templom egyedülálló és atipikus példája az ortodox templomoknak. A templom szerkezete fából készült, melyet vakolattal takartak el, mely meglehetősen ritka a boszniai ortodox templomok között. A Bosznia-Hercegovinai Nemzeti Műemlékek Megőrző Bizottsága határozatával ezt a templomot nemzeti műemlékké nyilvánították.[9]

- Crkvina – a Lupljo brdo nevű magaslaton épületmaradványok és durván megformált kerámiák apró töredékei találhatók, melyeket a szakemberek középkoriként határoztak meg. A lelőhely elnevezése arra utal, hogy a köznép a maradványokat egykori templom romjainak tulajdonította.[4]